# فرمیکا

فرمیکا (به انگلیسی: Formica) یک برند تولیدکننده مواد مرکب، نیوزلندی است. این مواد در سال ۱۹۱۲ میلادی نوآوری شده و برای کاربردهای گوناگون تولید شد. اما در استفاده‌های معمول کلمه فرمیکا به تولیدات کلاسیک کارخانه یعنی لمینت پلاستیکی یا کاغذی، مقاوم به حرارت و رطوبت با رزین ملامین اطلاق می‌شود.